# Iranocoptosia fausti
Iranocoptosia fausti – gatunek chrząszcza z rodziny kózkowatych i podrodziny zgrzypikowych. Jedyny przedstawiciel rodzaju Iranocoptosia.

## Zasięg występowania
Gatunek ten występuje w Azji Środkowej, notowany w Iranie oraz Turkmenistanie.